# Комсомольское (Дагестан)
Комсомольское — село в Кизилюртовском районе Дагестана. Образует сельское поселение село Комсомольское как единственный населённый пункт в его составе.

## Географическое положение
Расположено недалеко от федеральной трассы «Кавказ». Граничит на западе с городом Кизилюрт, ближайшие сёла на востоке — Стальское и Шушановка.

## Население
| 1970  | 1989  | 2002  | 2010  | 2012  | 2013  | 2014  |
| ----- | ----- | ----- | ----- | ----- | ----- | ----- |
| 1964  | ↗3368 | ↗8136 | ↘6983 | ↗7366 | ↗7569 | ↗7795 |
| 2015  | 2016  | 2017  | 2018  | 2019  | 2020  | 2021  |
| ↗8006 | ↗8176 | ↗8296 | ↗8409 | ↗8495 | ↗8577 | ↗8613 |
| 2023  | 2024  | 2025  |       |       |       |       |
| ↗8824 | ↗8924 | ↗9052 |       |       |       |       |

Согласно данным переписи 2002 года — в селе проживало более 95% аварцев (в состав которых по переписи включены ряд народов).
На начало 2010-х годов в селе проживало около 800 хваршин.

## История
Преобразовано в село из совхоза Комсомолец.
12 сентября 2010 года во время взятия одного из частных домов, в котором находился незаконный вооружённый отряд, погиб начальник отряда милиции Магомед-Казим Гайирханов, которому 23 декабря 2011 года было присвоено посмертно звание Героя Российской Федерации.